# Ропа
Ропа је насељено место у саставу општине Мљет, на острву Мљету, Дубровачко-неретванска жупанија, Република Хрватска.

## Историја
До територијалне реорганизације у Хрватској налазила се у саставу старе општине Дубровник. У месту се налази црква саграђена 1925. године.

## Становништво
На попису становништва 2011. године, Ропа је имала 37 становника.
| Број становника по пописима | Број становника по пописима | Број становника по пописима | Број становника по пописима | Број становника по пописима | Број становника по пописима | Број становника по пописима | Број становника по пописима | Број становника по пописима | Број становника по пописима | Број становника по пописима | Број становника по пописима | Број становника по пописима | Број становника по пописима | Број становника по пописима | Број становника по пописима |
| --------------------------- | --------------------------- | --------------------------- | --------------------------- | --------------------------- | --------------------------- | --------------------------- | --------------------------- | --------------------------- | --------------------------- | --------------------------- | --------------------------- | --------------------------- | --------------------------- | --------------------------- | --------------------------- |
| 1857                        | 1869                        | 1880                        | 1890                        | 1900                        | 1910                        | 1921                        | 1931                        | 1948                        | 1953                        | 1961                        | 1971                        | 1981                        | 1991                        | 2001                        | 2011                        |
| 0                           | 0                           | 43                          | 10                          | 29                          | 32                          | 0                           | 0                           | 62                          | 60                          | 40                          | 29                          | 25                          | 19                          | 32                          | 37                          |

Напомена: Исказује се од 1981. као самостално насеље настало издвајањем дела насеља Блато. У 1857., 1869., 1921. и 1931. подаци су садржани у насељу Блато.

### Попис1991.
На попису становништва 1991. године, насељено место Ропа је имало 19 становника, следећег националног састава:
| Попис 1991.‍  | Попис 1991.‍  | Попис 1991.‍ | Попис 1991.‍ | Попис 1991.‍ |
| ------------ | ------------ | ----------- | ----------- | ----------- |
|              |              |             |             |             |
| Хрвати       | Хрвати       |             | 18          | 94,73%      |
| неопредељени | неопредељени |             | 1           | 5,26%       |
| укупно: 19   |              |             |             |             |

## Галерија
- Црква светог Антуна
- Ентеријер цркве
- Тепих у цркви